# Magarovci
Magarovci su naseljeno mjesto u općini Jajce, Federacija Bosne i Hercegovine, BiH.
Nalazi se sjeveroistočno od Jajca.

## Stanovništvo

### 1991.
Nacionalni sastav stanovništva 1991. godine, bio je sljedeći:
ukupno: 207
- Hrvati - 207

### 2013.
Nacionalni sastav stanovništva 2013. godine, bio je sljedeći:
ukupno: 157
- Hrvati -  155
- Srbi - 1
- ostali, neopredijeljeni i nepoznato - 1

## Vanjske poveznice
- Satelitska snimka[neaktivna poveznica]